# Onasandro
Onasandro, o Onosandro (in greco antico: Ὀνήσανδρος/Ὀνάσανδρος?, o Ὀνόσανδρος; in latino Onasander, o Onosander; fl. 49), è stato un filosofo greco antico.

## Biografia
Il lessico Suda riporta le seguenti informazioni su Onasandro, vissuto nel I secolo:
(Suda, ad vocem)
Egli fu, dunque, un filosofo platonico e come tale scrisse un commento alla Repubblica di Platone, oggi perduto. Per la Suda fu anche autore di due opere di arte militare, che però la critica moderna tende a considerare una sola (di cui pertanto Τακτικά sarebbe il titolo e Περὶ στρατηγημάτων il titolo alternativo, con la caduta di ἤ) e a identificare con quella che si è conservata a suo nome e che nei codici è intitolata Στρατηγικός, un breve ma esauriente trattato sui doveri di un generale.

## Strategico
Lo Στρατηγικός (Stratēgikós; in italiano: Il generale) è uno dei trattati antichi più importanti sulle questioni militari.
L'operetta è dedicata a Quinto Veranio Nipote, console nel 49 e legato della Britannia, e consta di un proemio e 42 capitoli. Onasandro, in un proemio abbastanza elaborato, spiega le ragioni per la dedica a Veranio:
(Onasandro, Proemio, 1-3)
Nei primi capitoli l'autore si sofferma, secondo il titolo dell'opera, sulla scelta di un generale, di cui delinea le caratteristiche e parla del consiglio consultivo. In seguito, parlando dei preliminari bellici, Onasandro adduce la necessità di una ragionevole causa di guerra e la propiziazione del potere divino da parte del generale prima di condurre l'esercito in battaglia, per poi parlare del mantenimento della formazione militare, della guida di un esercito attraverso continue parate, che servono a mantenere la disciplina, così come l'allestimento del campo e dell'accampamento.
I capitoli dal X al XXXIII parlano delle diverse formazioni in battaglia, per poi passare alla condotta del generale durante le battaglie. Infine, Onasandro parla delle operazioni post-belliche, come il conferimento di premi proporzionale al valore di ciascuno, il fatto che il saccheggio indiscriminato non deve essere sempre consentito, anche perché i prigionieri non devono essere considerati bottino, ma devono essere venduti dal generale, soffermandosi  sulla sepoltura dei caduti e sul trattamento delle città arrese.
Una sorta di appendice, di tipo tattico, riguarda gli assedi.
L'opera fornisce informazioni non comunemente disponibili in altre opere antiche su tattiche militari dei greci, in particolare per quanto riguarda l'uso della fanteria leggera in battaglia. Per queste sue qualità, Onasandro, in età bizantina, divenne l'autorità principale per gli scritti militari degli imperatori Maurizio e Leone VI.

### Edizioni
- (GRC, EN) Onasander, Στρατηγικός - The General, with an English translation by William Abbott Oldfather, Arthur Stanley Pease, John Bradford Titchener, in  Aeneas Tacticus; Asclepiodotus; Onasander, On the Defence of Fortified Positions [and] Fragments; Tactics; The General, with an English translation by members of the Illinois Greek Club, London, William Heinemann, 1923,  pp. 341-527.
- (GRC, IT) Onasandro, Il generale. Manuale per l'esercizio del comando, introduzione, traduzione e note di Corrado Petrocelli, Bari, Edizioni Dedalo, 2008, ISBN 978-88-220-5810-2.